# Avion Express
Avion Express là một nhà cung cấp dịch vụ cho thuê máy bay và ACMI của Litva có trụ sở tại Vilnius. Công ty là một phần của Avia Solutions Group, một tập đoàn kinh doanh hàng không vũ trụ toàn cầu.

## Lịch sử
Avion Express được thành lập năm 2005 với tên gọi Nordic Solutions Air Services. Vào thời điểm đó, hãng khai thác 4 máy bay chở hàng và hành khách Saab 340. Năm 2008, công ty được đổi tên thành Avion Express. Năm 2010, Avion Express được mua lại bởi công ty đầu tư Pháp Eyjafjoll SAS, được thành lập bởi Swiss Avion Capital Partners cùng với các nhà đầu tư khác.
Avion Express đã giới thiệu chiếc Airbus A320 đầu tiên vào năm 2011, đây là chiếc máy bay Airbus đầu tiên được đăng ký tại Litva. Vào tháng 12, thêm hai chiếc Airbus A320 đã được bổ sung vào đội bay. Vào năm 2013, Avion Express đã hoàn thành thành công cuộc kiểm tra an toàn vận hành IOSA và kết quả là đã nhận được đăng ký IATA. Chiếc chuyên cơ chở hàng Saab 340 cuối cùng đã bị loại bỏ vào tháng 3 năm 2013. Cho đến mùa hè năm 2014, hãng đã khai thác đội bay gồm 9 chiếc Airbus A320 và 2 chiếc Airbus A319. Cùng năm đó, Avion Express thành lập công ty con Dominican Wings, một hãng hàng không giá rẻ có trụ sở tại Santo Domingo, Cộng hòa Dominica. Vào mùa hè năm 2017, Avion Express đã giới thiệu máy bay Airbus A321 cho đội bay của công ty.
Vào tháng 6 năm 2017, Avion Express thông báo rằng họ đã bán 65% cổ phần của mình trong Dominican Wings cho chủ tịch công ty, Victor Pacheco.
Vào năm 2019, Avion Express đã thành lập Avion Express Malta, một công ty con có trụ sở tại Malta. Công ty bắt đầu hoạt động vào tháng 5 cùng năm.
Vào tháng 6 năm 2023, tập đoàn khai thác 36 máy bay Airbus A320 và ba máy bay A321.